# Belgische Gouden Schoen 1983
De verkiezing van de Belgische Gouden Schoen 1983 werd in 1984 gehouden. Frank Vercauteren won deze voetbalprijs voor de eerste keer. De speler van RSC Anderlecht won net niet met dezelfde recordvoorsprong als Eric Gerets een jaar eerder.

## De prijsuitreiking
RSC Anderlecht haalde viervoudig winnaar Paul Van Himst als trainer naar het Astridpark en dat leverde meteen resultaat op. De club veroverde voor het eerst de UEFA Cup. Paars-wit kon zich in die dagen meten met de Europese top en had spelers met internationale allure in huis. Ludo Coeck, Juan Lozano, Frank Vercauteren en Morten Olsen waren de sterren van het Anderlecht van de jaren 80. 
Als aanvoerder en leider van Anderlecht was Vercauteren, de Prins van het Astridpark, dan ook de gedoodverfde favoriet. Het was van 1976 geleden dat de prijs nog eens naar een speler van Anderlecht ging.

## Top 3
| Nr. | Land               | Naam              | Club(s)        | Punten |
| --- | ------------------ | ----------------- | -------------- | ------ |
| 1.  | Vlag van België    | Frank Vercauteren | RSC Anderlecht | 476    |
| 2.  | Vlag van Duitsland | Heinz Schönberger | KSK Beveren    | 231    |
| 3.  | Vlag van België    | Jan Ceulemans     | Club Brugge    | 153    |

1954 · 
1955 · 
1956 · 
1957 · 
1958 · 
1959 · 
1960 · 
1961 · 
1962 · 
1963 · 
1964 · 
1965 · 
1966 · 
1967 · 
1968 · 
1969 · 
1970 · 
1971 · 
1972 · 
1973 · 
1974 · 
1975 · 
1976 · 
1977 · 
1978 · 
1979 · 
1980 · 
1981 · 
1982 · 
1983 · 
1984 · 
1985 · 
1986 · 
1987 · 
1988 · 
1989 · 
1990 · 
1991 · 
1992 · 
1993 · 
1994 · 
1995 · 
1996 · 
1997 · 
1998 · 
1999 · 
2000 · 
2001 · 
2002 · 
2003 · 
2004 · 
2005 · 
2006 · 
2007 · 
2008 · 
2009 · 
2010 · 
2011 · 
2012 · 
2013 · 
2014 · 
2015 · 
2016 · 
2017 ·
2018 ·
2019 ·
2020 ·
2022 ·
2023 ·
2024